# Luis Sequera Vera
Luis Sequera Vera (8 de mayo de 1961) es un deportista venezolano que compitió en judo. Ganó una medalla de plata en el Campeonato Panamericano de Judo de 1982 en la categoría de –65 kg.
Participó en los Juegos Olímpicos de Los Ángeles 1984, donde finalizó vigésimo en la categoría de –65 kg.

## Palmarés internacional
| Campeonato Panamericano | Campeonato Panamericano   | Campeonato Panamericano | Campeonato Panamericano |
| Año                     | Lugar                     | Medalla                 | Categoría               |
| ----------------------- | ------------------------- | ----------------------- | ----------------------- |
| 1982                    | Santiago de Chile (Chile) | Medalla de plata        | –65 kg                  |